# Colchester (Connecticut)
Colchester – miasto w Stanach Zjednoczonych, w stanie Connecticut, w hrabstwie New London.